# Apotomis kazarmana
Apotomis kazarmana is een vlinder uit de familie bladrollers (Tortricidae). De wetenschappelijke naam is voor het eerst geldig gepubliceerd in 1966 door Falkovitsh.
De soort komt voor in Europa.